# Roseograndinia
Roseograndinia is een geslacht in de orde Polyporales. De typesoort is Roseograndinia rosea. De familie is nog niet eenduidig bepaald (Incertae sedis).

## Soorten
Volgens Index Fungorum telt het geslacht drie soorten (maart 2022):
| Soortnaam                 | Auteur(s)                    | Publicatiejaar |
| ------------------------- | ---------------------------- | -------------- |
| Roseograndinia jilinensis | C.C. Chen & Sheng H. Wu      | 2021           |
| Roseograndinia minispora  | C.C. Chen & Sheng H. Wu      | 2021           |
| Roseograndinia rosea      | (Henn.) Hjortstam & Ryvarden | 2005           |